# Dynoria icana
Dynoria icana är en mångfotingart som beskrevs av Chamberlin 1939. Dynoria icana ingår i släktet Dynoria och familjen Xystodesmidae. Inga underarter finns listade i Catalogue of Life.